# Mielichhoferia herzogii
Mielichhoferia herzogii är en bladmossart som beskrevs av Brotherus in Herzog 1916. Mielichhoferia herzogii ingår i släktet kismossor, och familjen Bryaceae. Inga underarter finns listade i Catalogue of Life.